# 小行星4928
小行星4928（英語：4928 Vermeer）是一颗围绕太阳公转的小行星。1982年10月21日，柳德米拉·卡拉季奇在克里米亚发现了此天体。
这颗小行星的绝对星等为131.42936163等。